# Horst Nussbaumer (Ruderer)
Horst Nussbaumer (* 13. Juni 1971 in Kirchdorf an der Krems) ist ein österreichischer Bankier und Sportfunktionär. Er nahm als Ruderer dreimal an Olympischen Spielen teil. Seit März 2025 ist er Präsident des Österreichischen Olympischen Comités (ÖOC).

## Leben
Horst Nussbaumer studierte Betriebswirtschaft und ist im Private Banking tätig. 2022 wechselte er von der Schweizer Großbank UBS ins österreichische Bankhaus Spängler. Er übernahm die Leitung des Family Wealth Management in der Wiener Niederlassung. Nussbaumer ist verheiratet und Vater zweier Kinder.
Bei den Olympischen Sommerspielen 1992 nahm er gemeinsam mit Walter Kaiser, Gert Port und Günther Schuster im Doppelvierer teil, wo sie den 14. Platz belegten. Bei den Sommerspielen 1996 wurde er Neunter im Einer. Bei den Ruder-Weltmeisterschaften 1998 holte er mit Norbert Lambing, Raphael Hartl und Andreas Nader die Bronzemedaille im schweren Doppelvierer. Bei den Sommerspielen 2000 belegte er mit Raphael Hartl, Arnold Jonke und Norbert Lambing den 11. Platz im Doppelvierer.
2013 wurde er Präsident des Österreichischen Ruderverbandes (ÖRV). Am 24. März 2025 wurde er als Nachfolger von Karl Stoss für eine vierjährige Funktionsperiode mit 42 von 48 abgegebenen Stimmen zum Präsidenten des Österreichischen Olympischen Comités (ÖOC) gewählt.